# Komisja Farmakopei Polska
Komisja Farmakopei Polska – jednostka organizacyjna Ministra Zdrowia powołana uchwałą Rady Ministrów w 1948 r. jako organ doradczy i wnioskodawczy w zakresie opracowania zmian i uzupełnień obowiązującej Farmakopei Polskiej przy uwzględnieniu postępu nauki oraz potrzeb lecznictwa.
Farmakopea, zwana też kodeksem aptecznym, to urzędowy spis leków dopuszczonych w danym kraju lub na danym terenie do obrotu, a także spis surowców służących do ręcznego sporządzania w aptece niektórych z tych leków. Względnie Farmakopea jest tekstem zbiorczym różnych produktów leczniczych i receptur, w którym zawarte są specyfikacje użytego surowca, właściwości, sposób użycia i kombinacja leków.
Wykonanie uchwały poruczono Ministrowi Zdrowia, który działał w porozumieniu z zainteresowanymi ministrami.

## Zadania Komisji
Do zadań Komisji w szczególności należało:
- zbieranie i badanie materiałów, służących do opracowania zmian i uzupełnień Farmakopei;
- opracowanie i przedstawienie Ministrowi Zdrowia projektu zmian i uzupełnień obowiązującej, bądź projektu nowej Farmakopei.

## Skład Komisji
Komisja urzędowała przy Ministrze Zdrowia. 
W skład Komisji wchodzili:
- dyrektor Departamentu Zaopatrzenia i Farmacji, bądź jego zastępca jako przewodniczący;
- naczelnik Wydziału Farmacji, bądź jego zastępca – jako sekretarz;
- 12 — 16 członków powołanych przez Ministra Zdrowia spośród znawców z dziedziny farmacji, chemii, aptekarstwa, medycyny i weterynarii;
- delegat Ministerstwa Przemysłu i Handlu;
- delegat Ministerstwa  Obrony Narodowej;
- delegat Ministerstwa Rolnictwa i Reform Rolnych
- delegat Ministerstwa Pracy i Opieki Społecznej,
- delegat Państwowego Zakładu Higieny (Dział Chemii),
- delegat Państwowego Instytutu  Naukowego Leczniczych Surowców Roślinnych,
- delegat Centrali Handlowa Farmaceutyczno-Sanitarna "Centrosan" (Dział Aptek Społecznych),
- przedstawiciel Naczelnej Izby Aptekarskiej,
- przedstawiciel Naczelnej Izby Lekarskiej,
- przedstawiciel Naczelnej Izby Lekarsko-Dentystycznej,
- przedstawiciel  Związku Zawodowego Pracowników Służby Zdrowia (Sekcja Farmaceutyczna).

## Komisja Farmakopei z 2001 r.
Według ustawy z 2001 r. Prawo farmaceutyczne podstawowe wymagania jakościowe oraz metody badań produktów leczniczych i ich opakowań oraz surowców określa Farmakopea Polska.
Przy Urzędzie Rejestracji Produktów Leczniczych, Wyrobów Medycznych i Produktów Biobójczych działa Komisja Farmakopei.
Do zadań Komisji Farmakopei należy:
- przedstawianie propozycji metod badania stosowanych przy określaniu jakości produktów leczniczych i ich opakowań oraz surowców farmaceutycznych, w tym metod ustalonych przez Farmakopeę Europejską, które powinny zostać zamieszczone w Farmakopei Polskiej, oraz jej aktualizacja w tym zakresie;
- przedstawianie propozycji wykazu surowców farmaceutycznych, produktów leczniczych i ich opakowań, w tym opublikowanych w Farmakopei Europejskiej, dla których podstawowe wymagania dotyczące metod badania, składu i jakości powinny zostać opublikowane w Farmakopei Polskiej, oraz jej aktualizacja w tym zakresie;
- inicjowanie prac doświadczalnych potrzebnych przy ustalaniu właściwych metod badania oraz podstawowych wymagań dotyczących metod badania, składu i jakości dla poszczególnych surowców farmaceutycznych, produktów leczniczych i ich opakowań,  i opracowywanie na podstawie tych materiałów oraz wyników prac doświadczalnych monografii farmakopealnych zawierających ustalone metody bądź wymagania;
- przygotowywanie zestawów monografii farmakopealnych i innych materiałów,  w postaci projektu nowego wydania Farmakopei Polskiej jako całości bądź poszczególnych jej tomów albo też suplementów do obowiązującego wydania tej Farmakopei;
- udział w pracach Komisji Farmakopei Europejskiej i współpraca z komisjami farmakopei innych krajów w celu ujednolicenia w skali międzynarodowej metod badania.